# Hyphodontia nesporina
Hyphodontia nesporina är en svampart som beskrevs av Hallenb. & Hjortstam 1996. Hyphodontia nesporina ingår i släktet Hyphodontia och familjen Schizoporaceae.   Inga underarter finns listade i Catalogue of Life.